# Saxifraga svalbardensis
Saxifraga svalbardensis  (лат.) — вид двудольных растений рода Камнеломка (Saxifraga) семейства Камнеломковые (Saxifragaceae). Впервые описан ботаником Д. О. Эстердалем в 1975 году.
Считается растением гибридного происхождения (Saxifraga cernua × Saxifraga rivularis); иногда таксономическое название записывается как Saxifraga × svalbardensis (Øvstedal) L. Borgen & E. Reidar.

## Распространение, описание
Ранее вид считался эндемиком острова Шпицберген (часть Норвегии), однако впоследствии был задокументирован по крайней мере один экземпляр, собранный на архипелаге Новая Земля (Россия). На Шпицбергене является обычным видом, встречающимся на покрытых мхом болотах и торфяниках (что нехарактерно для родительских таксонов).
Цветки белого цвета.
Число хромосом (приблизительное) — 2n=64. Saxifraga svalbardensis представляет интерес для генетиков, так как молекулярные исследования вида доказывают полиплоидное происхождение растений рода Камнеломка.

## Химический состав
Содержит антоцианы.